# 笠浩二
笠 浩二（りゅう こうじ、1962年〈昭和37年〉11月8日 - 2022年〈令和4年〉12月14日）は、日本のミュージシャン、ドラマー、ソングライター。身長は165cm。血液型はAB型。
1980年代に一世を風靡したロックバンドC-C-Bのメンバーとして知られる。後年は熊本県の南阿蘇村に移住し、九州を拠点として音楽活動を行った。

## 来歴

### アマチュア時代
- 福岡県生まれ[1]、東京都足立区育ち[2]。二人兄弟の長男。
- 中学校に進学、入学式でブラスバンド部が新入生歓迎のための演奏を行った際に初めて生のドラムの音を聞き、先輩が叩く姿がとても格好よく目に映ったことが「自分もドラムを演奏したい」と思った切っ掛けであるという。音楽（演奏）に惹かれた笠は自らもブラスバンド部に入部したが、暫くはホルンやトランペットなどの管楽器を担当することになった。並行してドラムの練習も行い、中学3年生になるころに演奏が形になったという[3]。アマチュアバンド活動を始める。
- 高校進学時に“TAMA”のドラムセットを入手（購入にあたり両親に全額支払って貰い、笠はアルバイトで得た給料から少しずつ両親に返済した[3]）。暫く後、先の先輩が所属していたバンド・“ステーション”を脱退するにあたり、後任ドラマーとして推薦された笠が加入。ステーションには渡辺英樹と田口智治が在籍していた。いくつかのコンテストに出場、ベストドラマー賞を獲得することもあった。この頃からプロのドラマーを志すようになる。

### プロデビュー以降
- 1983年（昭和58年）、シングル『Candy』でメジャーデビュー。
- セカンドシングル『瞳少女』レコーディング時、スタジオミュージシャンの林立夫が持参した電子ドラム・“シモンズ”に強く惹かれた[4]。しかし、当時の価格で100万円を超える高額なシモンズを一括で買うだけの財力が当時の笠にはなかったため、楽器総合卸問屋・神田商会に熱意をもって掛け合い、分割払い（100回）での購入契約を取りつける。両親や[1]音楽プロデューサーの渡辺忠孝らからの援助もあり、念願のシモンズを入手した[4]。1985年にヒットした「Romenticが止まらない」を切っ掛けにシモンズを日本国内において有名にした一人としてその功績をシモンズ (楽器メーカー)（英語版）に認められる。1988年には新機種SDXの先行モニターとして選出されて、ライブツアー「Keep on! Running !」を始めテレビの音楽番組で使用した。
- 1989年10月9日のC-C-B解散直後よりソロ活動開始。同年12月1日、C-C-B時代にUCCコーヒーのCMソングに採用されて好評だった「30センチでつかまえて」を第一弾シングルとしてリリース。
- 1990年3月28日、東京・MZA有明にてソロコンサートを行った。
- 1993年頃、体調不良などから一時音楽活動休止[注釈 1]。この時期に以前より得意としていたコンピュータのプログラムなどを教える講師として教壇に立つ。またタイトーの通信カラオケ事業の開発に携わる。
- 1997年、ミュージカル「パートタイムハイスクール」に出演。
- 1999年、熊本県に転居。九州を拠点に音楽活動を再開。
- 2000年、カズ&鉄「からしれんこんの野望」のプロモーションビデオに出演。
- 2003年12月12日、東京・屋根裏に渡辺英樹、関口誠人、丸山正剛と共に"C-C-B”としてゲスト出演[5]。
- 2004年7月8日、“ヨネタワタル”東京・青山円形劇場公演（アコースティックライブ）にサプライズゲストとして出演し、タンバリンで参加。
- 2005年、アサヒ『WONDA・ショット&ショット ブルー缶』CMに出演。また、テレビドラマ『電車男』（フジテレビ）でC-C-Bの曲が使用されたことで再注目され、それに伴い多くの番組で取り上げられ、笠本人がテレビ出演する機会が増える。
- 2008年、渡辺英樹、関口誠人と共にC-C-B名義で再活動する旨を発表。活動内容は洋楽カバーアルバム1枚のリリースと数本のライブを行い、うたばんなどのいくつかのテレビ番組に出演。翌2009年に活動を凍結。
- 2011年12月、「Ryu's クリスマスLIVE2011」を開催。スペシャルゲストとして 昼の部に田口智治、夜の部に渡辺が参加。
- 2011年、爆風スランプトリビュートアルバム『We Love Bakufu Slump』（2011年12月25日発売）の一曲「Runner」に後期C-C-B（渡辺、田口、米川英之）メンバーと共に参加。ボーカルを担当（C-C-B項『C-C-B#経歴』「2011年」を参照のこと）。
- 2012年、熊本朝日放送（KAB）の夕方ワイド番組『ニュース&情報ライブ くまパワ』のコメンテーターとして毎週木曜日にレギュラー出演（2015年3月まで）。番組オープニング曲のドラム演奏も担当した。
- C-C-Bの元メンバーによるバンド・『AJ-米田渡-』の2014年のライブツアー『AJ-米田渡-　TOUR 2014「走る★バンドマン」』の九州2公演（6月16日熊本・DRUM Be-9 V2、6月18日福岡・DRUM SON）にゲスト出演。
  - 解散時の4人が集結しC-C-Bの曲を演奏するのは、2004年のヨネタワタル東京・青山円形劇場公演以来、実に10年ぶりである（その際笠はタンバリンでの参加であった為、従来のバンドスタイルでの演奏は1994年の「ザ・ベストテン同窓会Ⅱ」以来である）。
- 2014年秋、バンド「Mr/K」を結成（メンバーは、丸山正剛、黒木よしひろ、高橋よしえ）。
- 2015年1月30日『「ゴーゴーヒデキ」前夜祭』にて、C-C-B名義でのワンマンライブを開催。解散時の4人が同列に名を連ね、 “C-C-B”として観客を前に演奏を披露した。2月1日にも『AJ-米田渡-×WY×C-C-B「ゴーゴーヒデキ」』を開催。
- 2015年6月に『C-C-B TOUR 2015 「Welcome to the C-C-B SHOW」 〜昔の名前で出ています〜』と銘打ったライブツアーを行う予定だったが、同年6月12日夜に渡辺が大動脈解離を発症して緊急入院したため予定していたライブは全て中止となった。更に同年7月13日に渡辺が死去したため、解散時の4人でのC-C-Bワンマンライブを行うことは叶わなくなった。
- 渡辺の死去を受け、同年8月10日に東京・新宿BLAZEにて『お別れの会 「ヒデキファイナル」』と冠したライブが行われた。6月に行われるはずであったライブで使用するために渡辺と一緒にデザインしたというロゴ[注釈 2]を配したバスドラムヘッドが華やかに目立つドラムセットで、米川と共に“C-C-B”として演奏をした。
- 松本隆の作詞家活動45周年を記念したライブ『風街レジェンド2015』が2015年8月21日・22日に行われた。当初C-C-Bも出演の予定であったが辞退したことを松本が気に掛け[注釈 3]、同ライブのために作られた限定品のドラムスティックを笠のために一対取り置き、後日、笠の手元に届ける計らいをみせた[6]。
- 2015年11月27日、音楽バラエティ番組『ヤンヤン歌うスタジオ』（テレビ東京）復活コンサートの収録が東京・中野サンプラザホールで行われた（放送日は同年12月13日）。
- 2016年4月、8日に開校した熊本県阿蘇郡南阿蘇村立南阿蘇中学校の校歌（作曲を担当。作詞は黒木よしひろ）、愛唱歌「あしあと」を手掛けた。
- 2016年4月14日、熊本地震に遭遇、被災した[7][8]。
  - 同年4月30日、笠が発起人となり、熊本復興応援「明日へのエール once again」プロジェクト を発足[9]。熊本県在住のタレントやミュージシャンの賛同を得て始動。
    - 2012年に熊本県在住のタレント・英太郎が制作した応援ソング『明日へのエール』[注釈 4]（作詞・作曲：英太郎、編曲：元気フェスタバンド[注釈 5]）を再アレンジ。「明日へのエールonce again」プロジェクト参加者が歌唱、同年5月9日より無料配信を開始[10]。それに伴い英太郎がグループ名を“ザ・どローカルズ”と命名した。
- 2016年12月21日、ベスト・アルバム『RYU+』をリリース。メジャーレーベルからの発売は26年ぶりである。
- 震災から1年を経た2017年5月15日、『夢を追う』（テレビ西日本）に出演。また、同年5月16日 - 19日、産経新聞九州・山口特別版に被災した当時の状況や心境、復興を願う思い、音楽に向き合う姿勢などを語った記事が4回にわたり掲載された（インターネットでも閲覧可[11]）。
- 2017年11月3日 - 8日、笠浩二 ゛Live Tour 2017 feat. 米川英之”を熊本B.9 V1を皮切りに、名古屋・名古屋JAMMIN’、神戸・チキンジョージ、東京・下北沢GARDENで開催。この模様を収録した映像作品『笠浩二DVD 「Live Tour 2017 feat. 米川英之」』が翌年2月にリリースされた。
- 2019年6月8日、バラエティ番組『いまだにファンです!SP』（テレビ朝日）に出演。
- 2019年11月8日、笠浩二 Birthday Live「The Acoustic」を東京・BLUE MOODにて開催[注釈 6]。体調の不安から、ドラムの演奏を行わずハンドマイクを手に終始ボーカルとMCに専念した。このライブ以降、自らのドラム演奏時間をかなり削ったライブを行うようになる。ゲストドラマーに託すこともあった。
- 2020年4月17日に東京・BLUE MOODにて行われる予定であったライブ『The Acoustic Once More』が2019新型コロナウイルスによる感染拡大の状況を受け延期となり、同年9月10日に開催された。
- 2020年10月31日、同年10月7日に死去した作曲家の筒美京平を取り上げたテレビ番組、『NHKスペシャル「筒美京平からの贈りもの　天才作曲家の素顔」』に出演。筒美から譲り受けたという私蔵の赤いネクタイを手に、C-C-Bとの関りをはじめ、今も笠の心の支えとなっている言葉や思い出を語った。
- 2021年4月17日・18日、『〜筒美京平 オフィシャル・トリビュート・プロジェクト〜 ザ・ヒット・ソング・メーカー 筒美京平の世界 in コンサート』が東京国際フォーラムにて開催された。米川とともに“C-C-B”として両日参加。筒美が作曲した『Romanticが止まらない』『Lucky Chanceをもう一度』の2曲を披露した。
- 2021年4月21日、サリー久保田グループが筒美京平トリビュート7インチシングル・レコード『Romanticが止まらない（C-C-B） / JOY（石井明美）』をリリース。『Romanticが止まらない』のボーカリストとして笠本人が歌唱を担当した[12]。2023年7月7日、8センチCDとしてリリース[13]。
- 2021年11月5日・6日、『松本隆 作詞活動50周年記念オフィシャル・プロジェクト 風街オデッセイ2021』が東京・日本武道館にて開催され、米川とともに“C-C-B”として、5日の《第一夜》に出演。松本が作詞した『Romanticが止まらない』『Lucky Chanceをもう一度』の2曲を披露した[注釈 7]。
- 2022年7月13日、渡辺英樹の命日に行われる恒例のライブ（2022年の公演名は「C-C-B & VoThM & 三喜屋・野村モーター's BAND Live 2022」）に参加[14]。当日になり、体調が芳しくないためライブ後半のみの出演とするアナウンスをする[15]。本番では車椅子姿で登場。ドラム演奏は行わず車椅子に座ったまま歌唱のみを披露した。公の場に姿を見せたのは本ライブが最後となった。このライブから数日後、著しく体調が悪化し入院を余儀なくされる。
- 2022年11月8日、還暦を迎えた。毎年恒例となっていたバースデーライブは静養中のため行わなかった。

### 死去
- 2022年12月14日午後6時23分、脳梗塞のため、熊本県内の病院で死去した。60歳没[16][17]。
- 2022年12月21日、日本作曲家協会主催「第64回日本レコード大賞」において特別功労賞を受賞した[18]。発表音楽会の模様はTBSテレビ・TBSラジオをキーステーションに全国放送された。
- 2023年2月2日に東京・新宿BLAZEにて『お別れの会』を開催。2015年に他界した渡辺英樹の『お別れの会』の時と同様、二部制（第一部はチケットが無くても参加できる献花式、第二部は追悼ライブ（有料配信あり））で執り行われた[19]。

ライブハウスのロビーに献花台が設けられ、多くのファンが思い思いのピンク色の花を一輪ずつ手向けた。祭壇もガーベラやスイートピーなどピンク色を基調とした花で飾られ、笠の写真と共に愛用のドラムスティックやトレードマークのメガネ、ヘッドセットが供えられた。生前、趣味のひとつにしていた水彩画やブログに掲載した写真も飾られ、衣装やC-C-B時代の雑誌記事なども展示された。
第二部のライブでは、2015年6月にC-C-B名義でライブツアーを行う予定だった際に制作したトレードマークのメガネと"C-C-B"のロゴをデザインしたバスドラヘッドが目立つ愛器のドラムセットが舞台中央に組まれた。米川をはじめ、一緒にユニットを組んでいた丸山正剛、仮谷克之、森藤晶司らがステージにあがり、後方に設置されたスクリーンに映し出された笠と「共演」、12曲を演奏した。
- 2023年12月14日、一周忌を迎えた同日、東京・BLUE MOODにて『よねまる「Tribute to Kohji Ryu」』が開催された。上記2月に行われたライブ同様、米川を筆頭に出演ミュージシャンらがスクリーンに映し出された笠の演奏に合わせて共演をした[注釈 9]。

## 人物
- トレードマークの一つとなっている眼鏡はレンズのない「ダテ眼鏡」だが、眼鏡をかけた顔が有名になってしまい、仕事の時には外せなくなってしまったという。私生活では基本的に眼鏡を着用せず、視力は歳相応に老眼の兆候がある程度だった。
- 幼少の頃より小児喘息の既往がある。C-C-B時代には不規則な生活とストレス等から十二指腸潰瘍を発症し手術を受けるなど、たびたび健康を害していたことも知られている。20代後半には過度のストレスから体調を崩し、気分障害を発症。摂食障害、胃潰瘍、脚気などになったこともある。ドラムを叩くことも困難となったためライブをメインとしていた音楽活動を休止せざるを得なかった。ソフマップが運営していたDTMスクールの講師や、タイトーの通信カラオケ「X2000」の監修・プログラマーをしていた。また、この頃に離婚をしている。
- 両親の出身地である熊本県への転居をしてからは、同地で音楽活動を続けるかたわら、米、イチゴ、トマト栽培などの農業に従事していた。スローライフを軸とし、家族や自身の健康の兼ね合いを考慮しつつ、音楽の仕事が入るとその都度ライブハウスなどに出向き演奏するという生活パターンを確立した。
- 後年はアコースティックドラムの演奏が中心で、電子ドラムはあまり使用しなくなった。
- 1980年代の邦楽を特集した番組などにゲストとして招かれる機会が多かった。また「あの人は今!?」のような主旨のバラエティ番組において、C-C-B時代の思い出や解散について、当時の笠の心情などを求められることも多かった[注釈 10]。
- 熊本に移住してからもC-C-Bメンバーとの交流は変わらずに続き、時折セッションライブなどを行った[注釈 11] 。

## 作品
※C-C-B解散後のソロ作品やバンド活動での作品をまとめて掲載

### シングル
マキシシングルを含む
|     | 発売日        | タイトル           | レーベル     | 規格          | 規格番号   | 備考                             |
| --- | ------------- | ------------------ | ------------ | ------------- | ---------- | -------------------------------- |
| 1st | 1989年12月1日 | メリー・クリスマス | ポリドール   | CD            | HOOP-20368 |                                  |
| 2nd | 1990年4月25日 | Rockin' Roll Baby  | ポリドール   | 8cmCDシングル | PODH-1005  | スタイリスティックスのカヴァー。 |
| 3rd | 1997年9月17日 | RYU EX.C-C-B       | インディーズ | CD            | ANCL-0002  |                                  |

### スタジオ・アルバム
|     | 発売日         | タイトル                         | レーベル               | 規格 | 規格番号  | 備考                                               |
| --- | -------------- | -------------------------------- | ---------------------- | ---- | --------- | -------------------------------------------------- |
| 1st | 1990年6月25日  | RYU                              | ポリドール             | CD   | POCH-1007 |                                                    |
| 2nd | 1991年8月24日  | MARVELOUS                        | バースデーレコード     | CD   | 30BD-007  | 『RYU』名義                                        |
| 3rd | 1999年7月24日  | ちきちきこうじぃこうなぁず Vol.1 | インディーズ           | CD   | 無し      |                                                    |
| 4th | 1999年11月26日 | ちきちきこうじぃこうなぁず Vol.2 | インディーズ           | CD   | 無し      |                                                    |
| 5th | 2000年11月20日 | Wing Heart                       | インディーズ           | CD   | 無し      |                                                    |
| 6th | 2006年11月6日  | ハイランダー                     | トータル・プロデュース | CD   | TPRO-1106 | 『りゅうこうじ』名義                               |
| 7th | 2013年2月13日  | バレンタイン・イヴ SPECIAL CD    | インディーズ           | CD   | 無し      | 同日行われた「バレンタイン・ライブ」会場限定発売。 |

### ライブ・アルバム
|     | 発売日 | タイトル                                               | レーベル     | 規格 |
| --- | ------ | ------------------------------------------------------ | ------------ | ---- |
| 1st | 1999年 | ちきちきこうじぃこうなぁず Vol.3 19991218 ライブ版     | インディーズ | CD   |
| 2nd | 2000年 | Chiki Chiki Kohji Coner's Vol.4 2000.4.15 live version | インディーズ | CD   |

### 限定アルバム
|   | 発売日        | タイトル                                  | レーベル     | 規格 | 備考             |
| - | ------------- | ----------------------------------------- | ------------ | ---- | ---------------- |
| - | 2000年2月10日 | ちきちきこうじぃこうなぁず ファンクラブ版 | インディーズ | CD   | ファンクラブ限定 |

### ベスト・アルバム
|     | 発売日         | タイトル         | レーベル                         | 規格 | 規格番号  | 備考                                                       |
| --- | -------------- | ---------------- | -------------------------------- | ---- | --------- | ---------------------------------------------------------- |
| 1st | 2016年12月21日 | RYU＋ （ぷらす） | ユニバーサルミュージックジャパン | CD   | UPCY-7212 | 笠の1stアルバムRYUをベースにしたベスト・アルバム。         |
| 2nd | 2020年4月17日  | OFFICIAL BOOTLEG | KR Records                       | CD   | KRRA-0001 | ベスト・アルバムではなくコンピレーション・アルバムと表記。 |

### 映像作品
|   | 発売日       | タイトル                                    | レーベル    | 規格        | 備考 |
| - | ------------ | ------------------------------------------- | ----------- | ----------- | --- |
| - | 1990年7月5日 | RYU                                         | ポリドール  | VHS         | 「霧のミステイク」「冷たくしないで」「Rockin' Roll Baby」収録。 「霧のミステイク」「冷たくしないで」は同年3月28日にMZA有明でRIM名義で行われたファーストコンサート時の映像。「Rockin' Roll Baby」はMV。監督：松本隆、出演：笠浩二、田口智治、伊藤信雄(RIMのメンバー)、宮脇俊郎(RIMのメンバー)、関口誠人。 |
| - | 2018年2月1日 | 笠浩二DVD 「Live Tour 2017 feat. 米川英之」 | Reef Studio | DVD (2枚組) | 2017年11月8日に下北沢GARDEN行われたライブを収録。他に同ツアーのリハーサル風景やオフショット映像が収めている。 |

### 未音源化作品
| タイトル               | 作詞     | 作曲   | 備考 |
| ---------------------- | -------- | ------ | --- |
| DAY BY DAＹ            | 伊藤信雄 | 笠浩二 | 1990年3月28日、MZA有明にてソロコンサートで演奏された『RIM』の楽曲。(アルバムに収録している同名の楽曲とは別)                                                                              |
| Heart                  | 宮脇俊郎 | 笠浩二 | 1990年3月28日、MZA有明にてソロコンサートで演奏された『RIM』の楽曲。 |
| Good Time at Riverside | 笠浩二   | 笠浩二 | 元々笠が未音源化作品として制作し1990年3月28日、MZA有明にてソロコンサートで、 演奏される予定だったがコンピューターのトラブルで演奏を断念しそのままお蔵入りになってしまった『RIM』の楽曲。 |

### その他・参加作品
|   | 作品名                                                                                        | 曲名                                                  | 備考 |
| - | --------------------------------------------------------------------------------------------- | ----------------------------------------------------- | --- |
| - | C-C-B シングル&アルバム・ベスト 曲数多くてすいません!! (2014年6月4日)                         | 「ナヤミの種」                                        | 1986年12月 - 1987年1月までNHK「みんなのうた」において発表されたオリジナル曲。 笠浩二をメインボーカルとした曲であり本放送ではクレジットにもその旨記されていた （作詞：川村真澄/作曲：渡辺英樹/編曲:米川英之・田口智治/うた：笠浩二・C-C-B）。 現在販売されている「みんなのうた」関連のCDおよびレコードでは別の歌手が歌っており、永らく笠の歌うオリジナルバージョンの音源化はなかったが、2014年6月4日にリリースされた本アルバムに初収録された。 ヤングスタジオ101に笠ひとりで出演し、ハンドマイクを手に椅子に腰掛けて歌唱。セット内のテレビには「みんなのうた」で使用されている映像（アニメ：南家こうじ）が映された。 |
| - | White Album'90 (1990年11月10日：CD)                                                           | 「BLUE CHRISTMAS」                                    | ポリドールが企画したクリスマスをテーマにしたオムニバスアルバム。 同アルバム2曲目には米川英之が宇津美慶子とのデュエット曲「LOVER'S HOLIDAY」、9曲目には渡辺英樹の「WELCOME TO MY PLEASURE ROOM」が収録されている。 |
| - | Over Generation 2018（2018年6月27日）                                                         | 「Shout at the Brain/YO-HEI feat.Aki（Gammaテーマ）」 | ドラマーとして参加（同曲のベースは元チェッカーズの大土井裕二）。 DRAGON GATE RECORDSが企画したプロレス団体「DRAGON GATE」所属選手のテーマ曲集。 |
| - | Romanticが止まらない (2021年4月21日)：7インチシングル・レコード / (2023年7月7日)：8センチCD） | 「Romanticが止まらない」                              | サリー久保田グループが筒美京平トリビュート7インチ・シングル『Romanticが止まらない（C-C-B） / JOY（石井明美）』をリリース。ゲストボーカリストとして参加。 |

## RIM
RIMは、1989年に笠浩二が伊藤信雄、宮脇俊郎と結成したグループ。
バンド名は笠のR、伊藤のI、宮脇のMでRIMと書きライムと読む。

### 経歴
- 笠のファーストライブは笠名義ではあったものの『RIM』と言うバンドのライブでもあった。 まずA-JARIの伊藤が加入し、その後オーディションで宮脇がギタリストとして選ばれた。 笠の構想としては「今は笠浩二名義でのソロライブではあるものの、今後メンバーがそれぞれ曲を作ったり、 歌うようになってきてバランスが取れるようになった時にバンドとしてRIM名義の名前で活動をしていこう。」 と思っていたそうだが実現はされなかった[22]。
- その後、ポリドールからバースデーレコードに移籍し伊藤が脱退しメンバーもバンド名も変更した。

### 在籍していたメンバー
| メンバー名 | ふりがな          | 担当楽器/パート            |
| ---------- | ----------------- | -------------------------- |
| 笠浩二     | りゅう こうじ     | ドラム、ボーカル、リーダー |
| 伊藤信雄   | いとう のぶお     | キーボード、ボーカル       |
| 宮脇俊郎   | みやわき としろう | ギター、ボーカル           |

### 作品

#### シングル
|     | 発売日        | タイトル           | レーベル   | 規格          | 規格番号   |
| --- | ------------- | ------------------ | ---------- | ------------- | ---------- |
| 1st | 1989年12月1日 | メリー・クリスマス | ポリドール | CD            | HOOP-20368 |
| 2nd | 1990年4月25日 | Rockin' Roll Baby  | ポリドール | 8cmCDシングル | PODH-1005  |

#### アルバム
|     | 発売日        | タイトル | レーベル   | 規格 | 規格番号  |
| --- | ------------- | -------- | ---------- | ---- | --------- |
| 1st | 1990年6月25日 | RYU      | ポリドール | CD   | POCH-1007 |

#### 映像作品
|   | 発売日       | タイトル | レーベル   | 規格 | 備考 |
| - | ------------ | -------- | ---------- | ---- | --- |
| - | 1990年7月5日 | RYU      | ポリドール | VHS  | 「霧のミステイク」「冷たくしないで」「Rockin' Roll Baby」収録。 「霧のミステイク」「冷たくしないで」は同年3月28日にMZA有明でRIM名義で行われたファーストコンサート時の映像。「Rockin' Roll Baby」はMV。監督：松本隆、出演：笠浩二、田口智治、伊藤信雄(RIMのメンバー)、宮脇俊郎(RIMのメンバー)、関口誠人。 |

#### 未音源化作品
| タイトル               | 作詞     | 作曲   | 備考 |
| ---------------------- | -------- | ------ | --- |
| DAY BY DAＹ            | 伊藤信雄 | 笠浩二 | 1990年3月28日、MZA有明にてソロコンサートで演奏された『RIM』の楽曲。(アルバムに収録している同名の楽曲とは別)                                                                              |
| Heart                  | 宮脇俊郎 | 笠浩二 | 1990年3月28日、MZA有明にてソロコンサートで演奏された『RIM』の楽曲。 |
| Good Time at Riverside | 笠浩二   | 笠浩二 | 元々笠が未音源化作品として制作し1990年3月28日、MZA有明にてソロコンサートで、 演奏される予定だったがコンピューターのトラブルで演奏を断念しそのままお蔵入りになってしまった『RIM』の楽曲。 |

## RYU
RYUは、1991年に笠浩二がバースデーレコードに移籍した際に結成したグループ。

### 経歴
- 笠がポリドールから移籍しメンバーチェンジやグループ名を一新し出来たバンド。
- 1993年に笠が音楽活動を一時休止した際に解散。

### 在籍していたメンバー
| メンバー名 | ふりがな          | 担当楽器/パート            |
| ---------- | ----------------- | -------------------------- |
| 笠浩二     | りゅう こうじ     | ボーカル、リーダー         |
| 宮脇俊郎   | みやわき としろう | ギター、ボーカル、コーラス |
| 竹森久晃   | たけもり ひさあき | ギター、ボーカル、コーラス |
| 川端斉     | かわばた ひとし   | ドラム                     |
| 岩瀬昇造   | いわせ しょうぞう | キーボード                 |
| 池頼広     | いけ よしひろ     | ベース                     |

### 作品

#### アルバム
|     | 発売日        | タイトル  | レーベル           | 規格 | 規格番号 |
| --- | ------------- | --------- | ------------------ | ---- | -------- |
| 1st | 1991年8月24日 | MARVELOUS | バースデーレコード | CD   | 30BD-007 |

## RYUZ
RYUZは、1997年に笠浩二が音楽活動を再開させる際に結成したグループ。

### 経歴
- 笠が音楽活動を復帰した際に結成したバンド。

### 在籍していたメンバー
| メンバー名 | 担当楽器/パート            | 備考                                |
| ---------- | -------------------------- | ----------------------------------- |
| 笠浩二     | ドラム、ボーカル、リーダー |                                     |
| katsu      | ベース、ボーカル           | 本名は森田克則。渡辺英樹の1番弟子。 |
| 丸岡浩司   | ギター                     |                                     |
| 木村賢治   | キーボード                 |                                     |

### 作品

#### シングル
|     | 発売日        | タイトル     | レーベル     | 規格 | 規格番号  |
| --- | ------------- | ------------ | ------------ | ---- | --------- |
| 1st | 1997年9月17日 | RYU EX.C-C-B | インディーズ | CD   | ANCL-0002 |

#### アルバム
|     | 発売日         | タイトル                         | レーベル     | 規格 |
| --- | -------------- | -------------------------------- | ------------ | ---- |
| 1st | 1999年7月24日  | ちきちきこうじぃこうなぁず Vol.1 | インディーズ | CD   |
| 2nd | 1999年11月26日 | ちきちきこうじぃこうなぁず Vol.2 | インディーズ | CD   |
| 3rd | 2000年11月20日 | Wing Heart                       | インディーズ | CD   |

#### ライブ・アルバム
|     | 発売日        | タイトル                                               | レーベル     | 規格    |
| --- | ------------- | ------------------------------------------------------ | ------------ | ------- |
| 1st | 1999年        | ちきちきこうじぃこうなぁず Vol.3 19991218 ライブ版     | インディーズ | CD      |
| 2nd | 2000年        | Chiki Chiki Kohji Coner's Vol.4 2000.4.15 live version | インディーズ | CD      |
| 3rd | 2001年3月10日 | LIVE IN KUMAMOTO / CD                                  | インディーズ | CD＋DVD |

#### 限定アルバム
|   | 発売日        | タイトル                                  | レーベル     | 規格 | 備考             |
| - | ------------- | ----------------------------------------- | ------------ | ---- | ---------------- |
| - | 2000年2月10日 | ちきちきこうじぃこうなぁず ファンクラブ版 | インディーズ | CD   | ファンクラブ限定 |

## AREX-destiny

### 経歴
- 笠浩二が主導で活動していたバンド。メンバーは5人いる。

### 在籍していたメンバー
| メンバー名 | ふりがな      | 担当楽器/パート            | 備考 |
| ---------- | ------------- | -------------------------- | ---- |
| 笠浩二     | りゅう こうじ | ドラム、ボーカル、リーダー |      |
| Hiroyuki   | ひろゆき      |                            |      |

其の他にも3人のメンバーがいる。

### 作品

#### シングル
|     | 発売日        | タイトル   | レーベル     | 規格 |
| --- | ------------- | ---------- | ------------ | ---- |
| 1st | 2002年3月16日 | YUISHIN    | インディーズ | CD   |
| 2nd |               | 展覧会の絵 | インディーズ | CD   |
| 3rd |               | Squall     | インディーズ | CD   |

#### アルバム
|     | 発売日 | タイトル    | レーベル     | 規格 |
| --- | ------ | ----------- | ------------ | ---- |
| 1st | ( )    | AREX-sakura | インディーズ | CD   |

## Ryu’s
Ryu‘sは、2000年代初期に笠浩二が丸山正剛、森田克則と結成したグループ。

### 経歴
- 渡辺英樹の1番弟子の森田克則や、渡辺英樹と田口智治とバンドを行っている丸山正剛と結成したバンド。

### 在籍していたメンバー
| メンバー名 | ふりがな          | 担当楽器/パート            | 備考                                                         |
| ---------- | ----------------- | -------------------------- | ------------------------------------------------------------ |
| 笠浩二     | りゅう こうじ     | ドラム、ボーカル、リーダー |                                                              |
| 丸山正剛   | まるやま まさみち | ギター                     | 渡辺英樹と『VoThM』や田口智治と『THE GATES』で活動している。 |
| 森田克則   | もりた かつのり   | ベース、ボーカル           | 渡辺英樹の1番弟子。                                          |

### 作品

#### シングル
|   | 発売日 | タイトル               | レーベル     | 規格                 | 規格番号  |
| - | ------ | ---------------------- | ------------ | -------------------- | --------- |
| - | 2008年 | Together as one きずな | インディーズ | オムニバス・シングル | ORKJ-1001 |

#### アルバム
|     | 発売日       | タイトル                               | レーベル     | 規格 |
| --- | ------------ | -------------------------------------- | ------------ | ---- |
| 1st | 2011年4月3日 | Before that shines brightly.           | インディーズ | CD   |
| 2nd | 2012年       | Before that shines brightly.(2012年版) | インディーズ | CD   |

#### 参加作品
|   | 発売日        | タイトル     | レーベル               | 規格 | 規格番号  | 備考                 |
| - | ------------- | ------------ | ---------------------- | ---- | --------- | -------------------- |
| - | 2006年11月6日 | ハイランダー | トータル・プロデュース | CD   | TPRO-1106 | 『りゅうこうじ』名義 |

## Mr/K
Mr/Kは、2014年に笠浩二が丸山正剛と九州で活動している黒木よしひろ、 高橋よしえと結成したユニット。
ユニット名は「ミスター・スラッシュ・ケイ」と読む。

### 経歴
- 笠が九州をメインとして活動するため笠とライブ活動をしている丸山と黒木と、九州を拠点として活動している高橋と結成したバンド。 熊本を中心に活動し、笠浩二のソロ曲やC-C-Bの曲などを演奏。
- 2023年12月3日に笠浩二トリビュート｢2人VoThM with Mr/K｣@熊本 Music Bar ドミナントを開催予定[23]。

### メンバー
| メンバー名   | ふりがな          | 担当楽器/パート      |
| ------------ | ----------------- | -------------------- |
| 丸山正剛     | まるやま まさみち | ギター、ボーカル     |
| 高橋よしえ   | たかはし よしえ   | キーボード、ボーカル |
| 黒木よしひろ | くろき よしひろ   | ベース、ボーカル     |

### 元メンバー
| メンバー名 | ふりがな      | 担当楽器/パート            |
| ---------- | ------------- | -------------------------- |
| 笠浩二     | りゅう こうじ | ドラム、ボーカル、リーダー |

## CM
- HONDA　オートバイ「ホンダ・AX-1（NX250K）」（1987年） - C-C-B在籍中、イメージキャラクターに起用される（笠のみ）。ポスター、パンフレットのみ（コピーは「僕の乗るバイクが、ない」「僕の乗るバイクが、ある」の2パターン）。楽曲はなし。
- UCC「UCC CAN COFEE」（1989年） - 「30センチでつかまえて」を提供。歌唱のみ。
- アサヒ飲料「WONDAショット&ショット」（2005年） - 「Romanticが止まらない」のサビの歌詞をアレンジし、歌唱。本人もCMに出演し、コミカルな演技を披露した。
- サントリーフーズ　「BOSSシルキーブラック」（2009年） - 歌唱はなし。CM内では「ボス　シルキーブラック　オーケストラ」の一員「ロマンティックドラマー」として出演。
- 赤城乳業「デッカルチェ」（2010年） - オリジナルCM曲の歌唱のみ。
- サントリー（2011年4月） - 東北地方太平洋沖地震 復興支援の企業イメージCMに出演（坂本九のヒット曲である「上を向いて歩こう」・「見上げてごらん夜の星を」の両曲を同社グループのCM出演者総勢71名がリレー方式で歌っている）。
- マンモスフリーマーケットZ（2015年） - テレビ愛知主催のフリーマーケットイベント。中京圏限定CM「マンフリ先行出店」篇、「マンフリ出店募集」篇、「マンフリ来場者」篇に出演。同イベントのオリジナルCM曲を歌唱。
- 熊本不二コンクリート工業グループ（2015年 - ） - 企業CMにオリジナル楽曲を提供。10月より熊本県で放映開始。本人の歌唱も一部あり（企業HP〈CMソング〉項にてフルコーラス試聴出来る）。2019年12月に笠出演の70秒Ver.動画がYouTubeに限定公開された。

## プロデュース作品
- CREM SODA&GIMLET
- 勇気をください（Clik[注釈 12]）
- だいすき（山口あゆみ）
- Change up･･･すべてをかえて（原田志乃）

## 受賞歴
- 第64回日本レコード大賞「特別功労賞」（2022年）[18]